# 卡斯卡貝爾 (亞利桑那州)
卡斯卡貝爾（英語：Cascabel）是位於美國亞利桑那州科奇斯縣的一個鬼鎮。由於此地已於1936年被荒廢，本地已無人居住。

## 地理
卡斯卡貝爾的座標為32°17′29″N 110°22′46″W / 32.29139°N 110.37944°W，而該地的平均海拔高度為974米（即3195英尺）。